# آیکام
آیکام (انگلیسی: Icom) شرکت الکترونیک ژاپنی است، که در سال ۱۹۵۴ تأسیس شد. 